# 1700-talet f.Kr.
Denna artikel handlar om seklet 1700-talet f.Kr., åren 1799-1700 f.Kr. För decenniet 1700-talet f.Kr., åren 1709-1700 f.Kr., se 1700-talet f.Kr. (decennium).

## Händelser
- Den indoariska migrationen till Indien inleds med etappmålet nuvarande Iran.

## Födda
- 26 mars 1767 f.Kr. – Zarathustra (enligt traditionen)

## Avlidna
- 1741 f.Kr. – Ishme-Dagan I, assyrisk härskare.